# Иларион (Юшенов)
Епи́скоп Иларио́н (в миру Ива́н Ефи́мович Юшенов; 22 февраля 1824, село Новое, Вяземский уезд, Смоленская губерния — 18 января 1904, Полтава) — епископ Русской православной церкви, в 1887—1904 годах епископ Полтавский и Переяславский.

## Биография
Иван Юшенов родился в 1824 году в селе Новом Вяземского уезда Смоленской губернии, в семье бедного священника.
В возрасте 9 лет был отдан в Вяземское духовное училище, а в 14 лет поступил в Смоленскую семинарию.

### В сане священника
В 1844 году успешно окончил семинарию, в том же году женился и по решению Смоленского епископа Тимофея был рукоположен в сан священника. Получил место приходского священника в селе Колковичи Духовщинского уезда.
В 1846 году отец Иоанн был переведён в Смоленск и по решению епископа Тимофея назначен священником в Вознесенский женский монастырь. Здесь по заданию епископа отец Иоанн наладил чтение катехизических бесед. Составил около 80 назидательных поучений, которые были одобрены цензурным комитетом и использовались в качестве образца в церквях Смоленской епархии.
В 1856 году в возрасте 32 лет отец Иоанн овдовел, а в следующем году, во время эпидемии холеры, потерял семилетнюю дочь. Желая постричься в монахи, отправился поступать в Киевскую духовную академию, но по требованию архиепископа Тимофея вернулся домой воспитывать оставшихся малолетних детей.
В 1859 году был назначен настоятелем в Смоленский кафедральный собор и утверждён в должности благочинного церквей города Смоленска. В этот период жизни отец Иоанн исполнял разные церковные должности: был штатным членом духовной консистории, председателем совета женского епархиального училища, членом епархиального семинарского правления и т. д.
В 1868 году, после смерти старшего сына, студента университета, стал готовиться к принятию монашества.

### В монашеском чине
4 марта 1873 года отец Иоанн Юшенов был пострижен в монахи с наречением имени Илариона. В том же году был возведён в сан игумена, а затем и архимандрита, и назначен настоятелем Смоленского Троицкого монастыря. Одновременно утверждён в должности благочинного Рославльского Преображенского монастыря и Городищенской пустыни.
Будучи настоятелем Троицкого монастыря, архимандрит Иларион произвёл в нём ремонтные и восстановительные работы, что привело к увеличению монастырской братии и притоку верующих.
В 1876 году, после смерти последнего сына, отец Иларион отправился на богомолье в Киев, где познакомился с Киевским митрополитом Филофеем.
В 1878 году, по представлению митрополита Филофея, указом Священного Синода был назначен настоятелем Киево-Печерской Успенской Лавры. На посту настоятеля отец Иларион активно занялся благоустройством Лавры. Выстроил корпус гостиницы, устроил иконописную школу, восстановил сгоревшую типографию, отремонтировал колокольню и Великую Церковь.
Ревностное служение архимандрита Илариона на посту настоятеля привлекло к нему внимание церковного начальства, и ему стали предлагать епископские кафедры.
В 1884 году указом Священного Синода архимандрит Иларион был назначен епископом Прилукским, с утверждением викарием Полтавской епархии. Одновременно со вступлением в должность викария назначен настоятелем Полтавского Крестовоздвиженского монастыря.
В должности настоятеля владыка Иларион произвёл работы по благоустройству обители: обновил храмы, выстроил каменную трапезную церковь, устроил гостиницу, каменный дом для монашеских келий с больницей и т. д.

### Во главе Полтавской епархии
В 1886 году владыка Иларион был назначен управляющим всей Полтавской епархией, а 14 ноября 1887 года — епископом Полтавским и Переяславским.

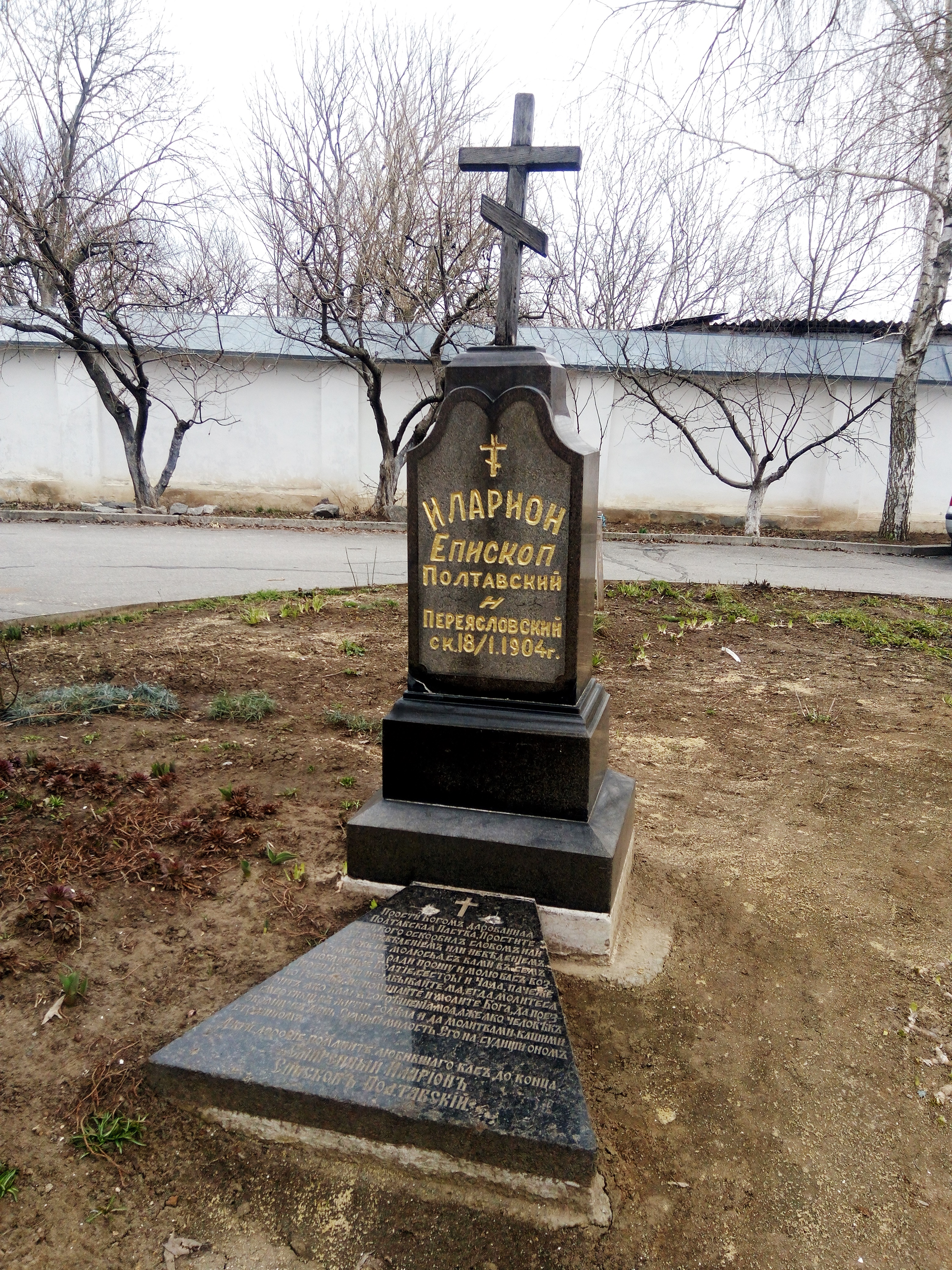
Могила епископа Илариона на территории Полтавского Крестовоздвиженского женского монастыря

Вступив в должность Полтавского архиерея, епископ Иларион начал осуществлять широкие нововведения, призванные поднять уровень религиозно-нравственного просвещения народа. По его распоряжению по всем городским и сельским приходам стали устраиваться внебогослужебные чтения и беседы, в которых практиковался катехизический способ поучений.
Одновременно по всей Полтавской епархии стали создаваться церковно-приходские школы. За время правления епископа Илариона епархия покрылась целой сетью мужских и женских церковных школ, число которых достигало 1200.
В 1888 году по инициативе епископа Илариона в Полтаве был открыт епархиальный комитет Всероссийского миссионерского общества, который в короткое время стал в числе первых по количеству членов и средств.
В 1890 году в Полтаве было открыто Свято-Макарьевское епархиальное братство, за которым последовало открытие множества других приходских братств.
В 1899 году был открыт полтавский отдел Православного Палестинского общества.
За время правления владыки Илариона в Полтаве были устроены также сиротские приюты, попечительства и другие благотворительные учреждения.
По инициативе епископа Илариона был обновлён Полтавский кафедральный собор, Крестовая церковь архиерейского дома, обновлён Сампсоньевский храм на поле Полтавской битвы и построен новый величественный памятник в честь этого события.
Скончался преосвященный Иларион 18 января 1904 года в Полтаве.

### Канонизация
Священный Синод Украинской православной церкви на заседании 16 сентября 2014 года постановил «благословить местное прославление и почитание в пределах Полтавской епархии епископа Полтавского и Переяславского Илариона (Юшенова), утвердить его иконописное изображение и представленные проекты тропаря и кондака святому».
Память святителя Илариона (Юшенова), епископа Полтавского и Переяславского, будет совершаться в день его прославления.